# 科赫馬
56°56′N 41°05′E / 56.933°N 41.083°E
科赫馬 （俄语：Ко́хма）是俄羅斯伊萬諾沃州的一個城市，位於伊萬諾沃東南6公里。2002年人口28,761人。
1619年建立，1925年建市。